# Lost and Found on a South Sea Island
Lost and Found on a South Sea Island is een Amerikaanse dramafilm uit 1923 onder regie van Raoul Walsh. Van de film zijn slechts enkele fragmenten bewaard gebleven.

## Verhaal
Kapitein Blackbird ontmoet de aantrekkelijke Lorna op het eiland Pago Pago. Lorna is uitgehuwelijkt aan het boosaardige opperhoofd Waki. Samen met haar geliefde smeekt zij de kapitein om hulp. Hij weigert echter op hun vraag in te gaan.

## Rolverdeling
| Acteur           | Personage          |
| ---------------- | ------------------ |
| House Peters     | Kapitein Blackbird |
| Pauline Starke   | Lorna              |
| Antonio Moreno   | Lloyd Warren       |
| Mary Jane Irving | Baby Madge         |
| Rosemary Theby   | Madge              |
| George Siegman   | Faulke             |
| William V. Mong  | Skinner            |
| Carl Harbaugh    | Waki               |
| David Wing       | Kerito             |